# Kim Chang-sop
Kim Chang-sop (* 2. Januar 1946 in Ŭnsan-gun, P’yŏngan-namdo; † 9. Juni 2020) war ein nordkoreanischer Politiker der Partei der Arbeit Koreas (PdAK) sowie Generaloberst der Koreanischen Volksarmee, der unter anderem Kandidat des Politbüros des Zentralkomitees (ZK) der PdAK sowie Vize-Minister und Leiter der Politischen Abteilung des Ministeriums für Volkssicherheit war. Darüber hinaus war er auch Mitglied des ZK der PdAK sowie Deputierter der 12. Obersten Volksversammlung.

## Leben
Kim Chang-sop trat 1963 in die Volksarmee ein und wurde nach dem Besuch der Kim-Il-sung-Parteihochschule Instrukteur im Zentralkomitee der PdAK und war dort für Lehrer zuständig. Später wechselte er in das Ministerium für Volkssicherheit und wurde dort stellvertretender Leiter der Politischen Abteilung des Ministeriums.
Im September 2003 wurde Kim Chang-sop erstmals zum Deputierten der Obersten Volksversammlung gewählt und gehörte dieser bis zu seinem Tod an. Im August 2009 wurde er im Rang eines Generalobersts Vize-Minister sowie Leiter der Politischen Abteilung des Ministeriums für Volkssicherheit.
Auf der dritten Parteikonferenz der Partei der Arbeit Koreas am 28. September 2010 wurde er zum Kandidaten des Politbüros sowie Mitglied des ZK der PdAK gewählt. Bei der Beisetzung von Kim Jong-il im Dezember 2011 gehörte er dem 233-köpfigen Beisetzungskomitee an und nahm dort mit dem 26. Platz eine herausgehobene Funktion ein. Im Februar 2012 wurde ihm der Kim-Jong-il-Orden verliehen.